# Liste der Monuments historiques in Contz-les-Bains
Die Liste der Monuments historiques in Contz-les-Bains führt die Monuments historiques in der französischen Gemeinde Contz-les-Bains auf.

## Liste der Bauwerke
| Bezeichnung      | Beschreibung                                    | Standort                  | Kennzeichnung | Schutzstatus | Datum | Bild |
| ---------------- | ----------------------------------------------- | ------------------------- | ------------- | ------------ | ----- | ---- |
| Friedhofskapelle | Chor einer abgegangenen Kirche, 14. Jahrhundert | Rue de la Chapelle (Lage) | PA00106730    | Classé       | 1898  |      |